# Liste der Naturschutzgebiete in Vietnam
Die Liste der Naturschutzgebiete in Vietnam umfasst staatlich geschützte oder dafür vorgesehene Gebiete, die dem Schutz der heimischen Flora und Fauna dienen sollen. Die Nationalparks in Vietnam werden nicht in dieser Liste geführt.

## Bestehende Naturschutzgebiete
In der World Database on Protected Areas sind 69 ausgewiesene Naturschutzgebiete in Vietnam eingetragen (Status „Designated“, Stand Oktober 2017).
| Name                                                         | Provinz         | Datum | Größe [km²] | WDPA      | Bemerkungen        | Bild |
| ------------------------------------------------------------ | --------------- | ----- | ----------- | --------- | ------------------ | ---- |
| An Toan (An Toàn)                                            | Bình Định       | 2009  | 224,5       | 303089    |                    |      |
| Ap Canh Dien (Ấp Canh Điền)                                  | Bac Lieu        | 2014  | 1,28        | 555594124 |                    |      |
| Ba Na - Nui Chua (Bà Nà-Núi Chúa)                            | Quang Nam       | 2001  | 279,8       | 10346     |                    |      |
| Bac Huong Hoa (Bắc Hướng Hóa)                                | Quang Tri       | 2012  | 234,86      | 555594125 |                    |      |
| Bac-Lieu-Vogelschutzgebiet (Vườn chim Bạc Liêu)              | Bac Lieu        | 1997  | 1,26        | 303101    |                    |      |
| Bac Me (Bắc Mê)                                              | Ha Giang        | 1994  | 278         | 303053    |                    |      |
| Bac Son (Bắc Sơn)                                            | Lang Son        | 2013  | 10,08       | 10127     |                    |      |
| Ban dao Son Tra (Bán đảo Sơn Trà)                            | Da Nang         | 1992  | 25,91       | 10187     |                    |      |
| Bat Dai Son (Bát Đại Sơn)                                    | Ha Giang        | 2000  | 55,34       | 303083    |                    |      |
| Binh Chau-Phuoc Buu (Bình Châu Phước Bửu)                    | Ba Ria-Vung Tau | 1996  | 102,63      | 10387     |                    |      |
| Cha La Bird Sanctuary (Cha La Bird Sanctuary)                | Ca Mau          | 1999  | 0,14        | 303102    |                    |      |
| Cham Chu (Cham Chu)                                          | Tuyen Quang     | 2001  | 152,62      | 303103    |                    |      |
| Che Tao (Chế Tạo)                                            | Yen Bai         | 2006  | 201,08      | 555594126 |                    |      |
| Copia (Copia)                                                | Son La          | 2002  | 162,43      | 555594127 |                    |      |
| Dak Uy (Đăk Uy)                                              | Kon Tum         | 2014  | 6,59        | 555594128 |                    |      |
| Dakrong (Đăkrông)                                            | Quang Tri       | 2014  | 376,81      | 10384     |                    |      |
| Dam Doi Bird Sanctuary (Sân chim Đầm Dơi)                    | Ca Mau          | 2014  | 1,28        | 303104    |                    |      |
| Deo Ngoan Muc (Deo Ngoan Muc)                                | Ninh Thuan      | 1986  | 20          | 61537     |                    |      |
| Dong Nai (Văn hóa Đồng Nai)                                  | Dong Nai        | 2004  | 647,52      | 555594129 |                    |      |
| Dong Son-Ky Thuong (Đồng Sơn-Kỳ Thượng)                      | Quang Ninh      | 2003  | 151,10      | 303018    |                    |      |
| Ea so (Ea Sô)                                                | Dac Lac         | 1999  | 211,94      | 303034    |                    |      |
| Hang Kia-Pa Co (Hang Kia – Pà Cò)                            | Hoa Binh        | 2000  | 52,57       | 10372     |                    |      |
| Hoang Lien-Van Ban (Hoàng Liên-Văn Bàn)                      | Lao Cai         | 2007  | 250,94      | 71337     |                    |      |
| Hon Ba (Hòn Bà)                                              | Khanh Hoa       | 2005  | 192,85      | 555594130 |                    |      |
| Huu Lien (Hữu Liên)                                          | Lang Son        | 2006  | 83,29       | 10361     |                    |      |
| Kalon Song Mao (Kalon Song Mao)                              | Binh Thuan      | 1986  | 200         | 10385     |                    |      |
| Ke Go (Kẻ Gỗ)                                                | Ha Tinh         | 2006  | 217,68      | 61931     |                    |      |
| Kim Hy (Kim Hỷ)                                              | Bac Kạn         | 2003  | 157,15      | 303017    |                    |      |
| Kon Chu Rang (Kon Chư Răng)                                  | Gia Lai         | 2004  | 154,44      | 10377     |                    |      |
| Krong Trai (Krông Trai)                                      | Phu Yen         | 2014  | 137,75      | 10379     |                    |      |
| Lang Sen (Láng Sen)                                          | Long An         | 2004  | 21,56       | 303025    |                    |      |
| Lung Ngoc Hoang (Lung Ngọc Hoàng)                            | Cần Thơ         | 2002  | 28,05       | 303028    |                    |      |
| Muong Nhe (Mường Nhé)                                        | Lai Chau        | 2005  | 455,81      | 10362     |                    |      |
| Na Hang (Na Hang)                                            | Tuyen Quang     | 1994  | 212,38      | 302848    |                    |      |
| Na Hau (Nà Hẩu)                                              | Yen Bai         | 2006  | 169,5       | 555594131 |                    |      |
| Nam Don (Nam Don)                                            | Son La          | 1986  | 180         | 10356     |                    |      |
| Nam Ka (Nam Ka)                                              | Dac Lac         | 1991  | 199,12      | 61934     |                    |      |
| Nam Nung (Nam Nung)                                          | Dac Lac         | 2014  | 123,07      | 10391     |                    |      |
| Nam Xuan Lac (Nam Xuân Lạc)                                  | Bac Kạn         | 2004  | 41,55       | 555594132 |                    |      |
| Ngoc Linh (Kon Tum) (Ngọc Linh (Kon Tum))                    | Kon Tum         | 2014  | 414,2       | 303065    |                    |      |
| Ngoc Linh (Quang Nam) (Ngọc Linh (Quang Nam))                | Quang Nam       | 2014  | 184,3       | 303064    |                    |      |
| Ngoc Son - Ngo Luong (Khu Bảo tồn thiên nhiên Sơn Ngổ Luông) | Hoa Binh        | 2004  | 158,9       | 303128    |                    |      |
| Nui Dai Binh (Nui Dai Binh)                                  | Lam Dong        | 1986  | 50          | 10383     |                    |      |
| Nui Ong (Núi Ông)                                            | Binh Thuan      | 2012  | 238,34      | 10386     |                    |      |
| Nui Pia Oac (Nui Pia Oac)                                    | Cao Bang        | 1986  | 100         | 10359     |                    |      |
| Phong Dien (Phong Điền)                                      | Thừa Thiên Huế  | 2014  | 415,08      | 303039    |                    |      |
| Phong Quang (Phong Quang)                                    | Ha Giang        | 1998  | 84,45       | 61936     |                    |      |
| Phu Canh (Phu Canh)                                          | Hoa Binh        | 2001  | 56,47       | 303117    |                    |      |
| Pu Hoat (Pù Hoạt)                                            | Nghe An         | 2013  | 345,89      | 303023    |                    |      |
| Pu Hu (Pù Hu)                                                | Thanh Hoa       | 2013  | 226,88      | 303030    |                    |      |
| Pu Huong (Pù Huống)                                          | Thanh Hoa       | 2001  | 401,86      | 303024    |                    |      |
| Pu Luong (Pù Luông)                                          | Thanh Hoa       | 1999  | 171,71      | 303059    |                    |      |
| Sao La (Khu Bảo tồn loài Sao La Thừa Thiên Huế)              | Thừa Thiên Huế  | 2013  | 155,19      | 303100    |                    |      |
| Sen Tam Quy (Sến Tam Quy)                                    | Thanh Hoa       | 2013  | 5,18        | 10373     |                    |      |
| Song Thanh (Sông Thanh)                                      | Quang Nam       | 2001  | 752,74      | 303066    |                    |      |
| Sop Cop (Sốp Cộp)                                            | Son La          | 2002  | 174,05      | 10363     |                    |      |
| Ta Kou (Tà Kóu)                                              | Binh Thuan      | 1997  | 84,07       | 303080    |                    |      |
| Ta Xua (Tà Xùa)                                              | Son La          | 2002  | 166,73      | 303055    |                    |      |
| Tay Con Linh (Tây Côn Lĩnh)                                  | Ha Giang        | 2002  | 150,43      | 61933     |                    |      |
| Tay Yen Tu (Khu Bảo tồn thiên nhiên Tây Yên Tử)              | Bac Giang       | 2002  | 121,72      | 303119    |                    |      |
| Than Sa-Phuong Hoang (Thần Sa – Phượng Hoàng)                | Bac Giang       | 2011  | 121,72      | 303098    |                    |      |
| Thanh Phu (Thạnh Phú)                                        | Ben Tre         | 1998  | 25,84       | 303036    | Meeresschutzgebiet |      |
| Thuong Tien (Thượng Tiến)                                    | Hoa Binh        | 1995  | 58,72       | 10366     |                    |      |
| Tien Hai (Tiền Hải)                                          | Thai Binh       | 2014  | 125         | 303020    | Meeresschutzgebiet |      |
| Trap Kso (Khu Bảo tồn loài và sinh cảnh Thông Nước)          | Dac Lac         | 2013  | 1,28        | 303123    |                    |      |
| Trung Khanh (Trùng Khánh)                                    | Cao Bang        | 2006  | 95,73       | 10360     |                    |      |
| Van Long (Vân Long)                                          | Ninh Bình       | 2001  | 22,35       | 303045    |                    |      |
| Xuan Lien (Xuân Liên)                                        | Thanh Hoa       | 2013  | 238,15      | 303022    |                    |      |
| Xuan Nha (Xuân Nha)                                          | Son La          | 2002  | 214,2       | 10365     |                    |      |

## Vorgeschlagene Naturschutzgebiete
Eine Reihe von Naturschutzgebieten ist in der World Database on Protected Areas mit dem Status „Proposed“ eingetragen (Stand Oktober 2017).
| Name                                                  | Provinz    | Datum | Größe [km²] | WDPA   | Bemerkungen        | Bild |
| ----------------------------------------------------- | ---------- | ----- | ----------- | ------ | ------------------ | ---- |
| A Yun Pa (A Yun Pa)                                   | Gia Lai    | 2000  | 442,68      | 303060 |                    |      |
| Chu Hoa (Chu Hoa)                                     | Dac Lac    | 1994  | 173,6       | 303047 |                    |      |
| Chu Prong (Chu Prong)                                 | Gia Lai    |       | 501,04      | 303061 |                    |      |
| Dak Mang (Dak Mang)                                   | Dac Lac    | 2002  | 300         | 303046 |                    |      |
| Earal (Earal)                                         | Dac Lac    | 1994  | 0,5         | 303106 |                    |      |
| Ha Tien (Ha Tien)                                     | Kien Giang |       | 69,81       | 303027 |                    |      |
| Hoang Lien Son - Lai Chau (Hoang Lien Son – Lai Chau) | Lao Cai    |       | 197,39      | 303108 |                    |      |
| Hon Khoai (Hon Khoai)                                 | Ca Mau     | 1995  | 5,61        | 303110 |                    |      |
| Khe Net (Khe Net)                                     | Quang Binh |       | 236         | 303113 |                    |      |
| Khe Ve-Minh Hoa (Khe Ve-Minh Hoa)                     | Quang Binh |       | 100         | 303111 |                    |      |
| Kien Luong (Kien Luong)                               | Kien Giang |       | 76,24       | 303086 |                    |      |
| Muong Sai (Muong Sai)                                 | Thanh Hoa  | 1995  | 100         | 303057 |                    |      |
| Nghia Hung (Nghia Hung)                               |            | 2002  | 76          | 303070 | Meeresschutzgebiet |      |
| Nui Giang Man (Nui Giang Man)                         | Quang Binh | 1997  | 600         | 303116 |                    |      |
| Phu Ninh (Phu Ninh)                                   | Quang Nam  | 1998  | 230         | 303095 |                    |      |
| South-west Lam Dong (South-west Lam Dong)             | Lam Dong   | 1999  | 277         | 303097 |                    |      |
| Ta Dung (Tà Đùng)                                     | Dak Nong   | 2003  | 202,42      | 303068 |                    |      |
| Tam Tao (Tam Tao)                                     | Bac Kạn    | 1999  | 90          | 303091 |                    |      |
| Thang Hen (Thang Hen)                                 | Cao Bang   |       |             | 303121 |                    |      |
| Tien Lang (Tien Lang)                                 |            | 1996  | 35          | 303071 | Meeresschutzgebiet |      |

## Bestehende Meeresschutzgebiete
Für Vietnam sind zwanzig Meeresschutzgebiete in der World Database on Protected Areas mit dem Status „Designated“ eingetragen (Stand Oktober 2017).
| Name                                        | Provinz             | Datum | Größe [km²] | WDPA   | Bemerkungen | Bild |
| ------------------------------------------- | ------------------- | ----- | ----------- | ------ | ----------- | ---- |
| Bach Long Vi Island (Bạch Long Vĩ)          | Thanh Pho Hai Phong | 2002  | 5,5         | 303058 |             |      |
| Con Co (Cồn Cỏ)                             | Quang Tri           | 2002  | 24,9        | 303079 |             |      |
| Con Dao (Con Dao)                           |                     | 2002  | 294         | 303038 |             |      |
| Cu Lao Cham (marine) (Cu Lao Cham (marine)) |                     | 2002  | 51,75       | 303082 |             |      |
| Cu Mong (Cu Mong)                           | Bình Định           | 1999  | 30          | 303075 |             |      |
| Dao Cat Ba (Dao Cat Ba)                     |                     | 2002  | 214         | 303093 |             |      |
| Dao Co To (Dao Co To)                       | Quang Ninh          | 2002  | 78,5        | 303048 |             |      |
| Dao Ly Son (Dao Ly Son)                     |                     | 2002  | 79,25       | 303084 |             |      |
| Hai Van-Hon Son Tra (Hai Van-Hon Son Tra)   | Thua Thien Hue      | 2002  | 65          | 303085 |             |      |
| Hon Cau-Vinh Hao (Hon Cau-Vinh Hao)         | Binh Thuan          | 2002  | 125         | 303049 |             |      |
| Hon Me (marine) (Hòn Mê)                    |                     | 2002  | 67          | 303032 |             |      |
| Nam Du (Nam Du)                             |                     | 2002  | 104         | 303087 |             |      |
| Nha Phu-Hon Heo (Nha Phu-Hon Heo)           | Khanh Hoa           | 2002  | 56          | 303077 |             |      |
| Nha Trang Bay (Vịnh Nha Trang)              | Khanh Hoa           | 2002  | 105         | 303035 |             |      |
| O Loan (O Loan)                             | Phu Yen             | 2002  | 26,5        | 303076 |             |      |
| Phu Quoc (Phú Quốc)                         | Kien Giang          | 2002  | 336,57      | 303088 |             |      |
| Phu Quy Island (Đảo Phú Quý)                | Binh Thuan          | 2002  | 189,8       | 303050 |             |      |
| Quy Nhon (Quy Nhon)                         | Bình Định           | 2002  | 58          | 303074 |             |      |
| Thuy Trieu (Thuy Trieu)                     |                     | 1999  | 134,29      | 303052 |             |      |
| Tran Island (Đảo Trần)                      | Quang Ninh          | 2002  | 42          | 303078 |             |      |

## Vorgeschlagene Meeresschutzgebiete
Zwei Meeresschutzgebiete sind in der World Database on Protected Areas mit dem Status „Proposed“ eingetragen (Stand Oktober 2017).
| Name                    | Provinz    | Datum | Größe [km²] | WDPA   | Bemerkungen | Bild |
| ----------------------- | ---------- | ----- | ----------- | ------ | ----------- | ---- |
| Nai Lagoon (Nai Lagoon) | Ninh Thuan | 1999  | 10          | 303114 |             |      |
| Truong Sa (Truong Sa)   |            | 1998  | 1600        | 317289 |             |      |